# Castello di Belmonte Calabro
Il castello di Belmonte (anche chiamato castello angioino) è il castello del paese di Belmonte Calabro, in provincia di Cosenza, nel basso Tirreno cosentino. Fondato nel 1270-1271 dagli Angiò, fu il nucleo catalizzatore dello sviluppo del paese. Duramente colpito dai terremoti del 1638 e del 1783, fu pressoché totalmente distrutto dall'assedio francese del 1806-1807.
Attualmente ospita la biblioteca comunale "Galeazzo di Tarsia" ed un'area pic-nic panoramica.

## Storia
L'attuale territorio di Belmonte fu parte del territorio di Amantea fino al 1269. In quell'anno, Amantea si dichiarò fedele al pretendente svevo e ghibellino al trono di Napoli e Sicilia, Corradino di Svevia, nipote di Federico II di Svevia: per questo il pretendente di parte guelfa, Carlo I d'Angiò, appoggiato dal Papato e dal Regno di Francia, inviò il conte di Catanzaro Pietro Ruffo a riconquistare quel castello.  resistette per tre mesi all'assedio angioino, ma alla fine fu costretta alla resa e gli esponenti del partito filo-svevo puniti orribilmente.
In conseguenza di questa ribellione, il Carlo d'Angiò volle che al territorio di Amantea fosse tolto il casale di Santa Barbara, oggi frazione di Belmonte, e che nel territorio amanteota venisse costruito un castello, a guardia di future rivolte. Incaricò della costruzione tale Drogone di Beaumont, maresciallo del Regno, che lo aveva seguito nella conquista dell'Italia meridionale fin dalla Francia assieme ai suoi fratelli, tutti ricompensati lautamente dal monarca angioino. Dal nome del responsabile della costruzione del castello deriva probabilmente il nome attuale del paese. Per quanto riguarda la manodopera impiegata nella costruzione, la leggenda vuole che fosse composta da quaranta contadini della località Vallizzo o Chirico Varrizzo, obbligati a lavorare per corvée. Beaumont fondò anche un altro castello omonimo nel Foggiano, oggi in comune di San Paolo di Civitate, prima di partire per la Grecia per la difesa del principato d'Acaia (il Peloponneso), nominalmente territorio di Carlo d'Angiò.
Intorno al castello iniziò rapidamente a sorgere un borgo, il cui nucleo iniziale fu l'attuale piazza senatore Del Giudice. Sorsero alcune controversie tra gli amanteoti ed i nuovi abitanti e signori di Belmonte: per risolvere alcune questioni in merito ai confini tra Belmonte ed amantea il 27 maggio 1345 Giovanna I d'Angiò emanò un decreto regionale, secondo il quale Belmonte era incluso nel territorio amanteota.
Tuttavia, Belmonte continuò ad avere i suoi feudatari e castellani. Dal 1443 fu baronato dei Di Tarsia, insieme ai casali rurali che oggi le sono frazione (Santa Barbara, Annunziata), precedentemente di diversi proprietari. Forse, Vincenzo Di Tarsia si sposò a Belmonte nel 1506 con Caterina del Persico; di sicuro egli dovette difendersi in questo castello nel 1528 da un attacco francese, durante la seconda franco-spagnola (1526-1529), fase dei complicati rapporti tra Carlo V e Francesco I. Dovette arrendersi ai francesi, ma al termine del conflitto ottenne come ricompensa dal viceré di Napoli don Filiberto di Chalon un'esenzione fiscale decennale per sé e per il feudo di Belmonte.
Nel castello soggiornò il poeta petrarchista Galeazzo di Tarsia, sesto barone di Belmonte. Nonostante il suo spirito poetico, si distinse per malgoverno e vessazioni che lo portarono addirittura in carcere sull'isola di Stromboli. Nel 1578 il feudo fu venduto ai Ravaschieri, ricca famiglia genovese. Sotto di loro Belmonte fu elevato a principato (1619). I Ravaschieri abbandonarono il castello e si trasferirono a risiedere nel palazzo Ravaschieri della Torre, con splendida vista sul mare dall'alto del colle. A loro successero i Pinelli ed i Pignatelli.
Il castello risultò gravemente danneggiato dal terremoto del 1638 ed ancor di più da quello del 1783: e tuttavia non abbiamo notizia di restauri compiuti su di esso. La spedizione della Reale Accademia delle Scienze di Napoli che giunse in Calabria dopo quel devastante evento sismico, riportava che:
(Michele Sarconi, Istoria de' fenomeni del tremuoto avvenuto nelle Calabrie e nel Valdemone nell'anno 1783, posti in luca dalla Reale Accademia delle Belle Lettere di Napoli, Napoli 1784, in Gabriele Turchi, Storia di Belmonte, Cosenza 2004.)
Ciò nonostante, i borbonici belmontesi resistettero per circa due mesi ad un esercito napoleonico. L'assedio di Belmonte, iniziato il 30 dicembre 1806 con l'occupazione del convento dei padri Cappuccini, durò più a lungo dell'assedio della vicina Amantea, difesa dal suo forte castello, che capitolò a condizioni onorevoli il 7 febbraio 1807: Belmonte probabilmente fu presa manu militari solo il 17 febbraio di quello stesso anno.
Il castello subì danni tali che fu reso inabitabile. Già i francesi dopo l'occupazione demolirono le parti pericolanti, operazione completata dopo il terremoto del 1905 dal Genio Civile di Cosenza. Negli anni Settanta la rupe del castello è stata assediata dalle case dell'espansione moderna del paese, che furono addirittura addossate ai pochi resti. Il 16 agosto 1974 venne fatta saltare in aria la praca scavata nella roccia, ossia l'accesso al castello con il fossato ed il ponte levatoio, che doveva essere analoga a quella del vicino castello della Valle di Fiumefreddo Bruzio: al suo posto venne eretto l'attuale Municipio, e l'evento viene ancora oggi festeggiato con la sagra degli ziti con carne di pecora, che si tiene ogni anno il 16 agosto.
Nel 2000 il Comune di Belmonte Calabro ha realizzato nei pochi locali accessibili la biblioteca comunale. Nel 2008 anche il resto dell'area del castello è stata resa accessibile come area pic-nic attrezzata.

## Descrizione

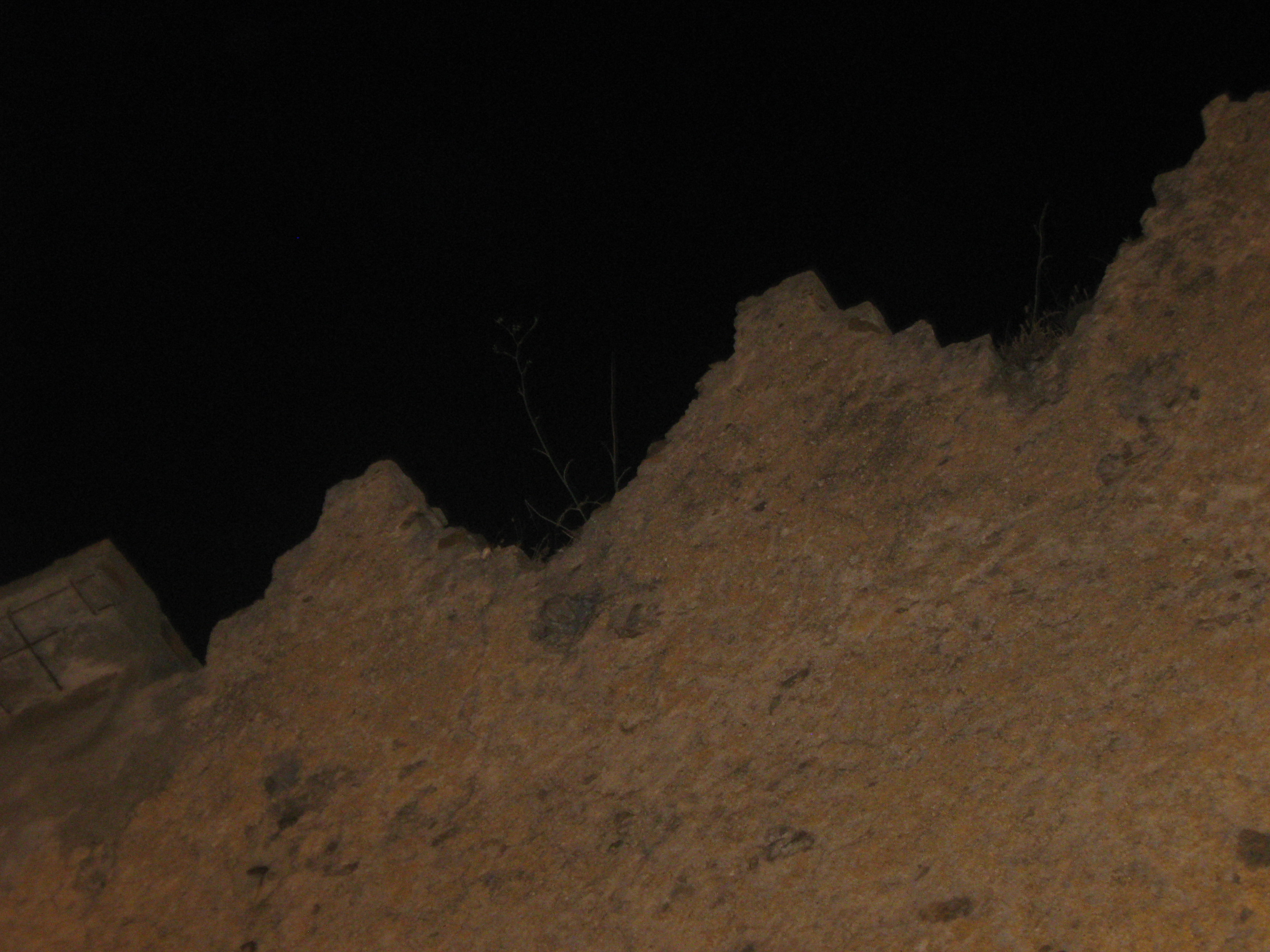
I singolari merli dell'unico tratto rimasto, in via IV Novembre.

Oggi è davvero molto difficile ricostruire la planimetria del castello, e l'articolazione dei suoi ambienti interni. Lo storico locale Gabriele Turchi ha ipotizzato una pianta quadrilatera con quattro torrioni angolari: al centro del quadrilatero, si apriva il cortile della piazza d'armi o vaglio: l'ingresso principale probabilmente era coincidente con quello attuale, in piazza Galeazzo di Tarsia.
Il lato settentrionale del castello, quello rivolto verso l'attuale via Michele Bianchi, è rappresentato nella calcografia allegata alla relazione sul terremoto del 1783 eseguita dalla Reale Accademia delle Scienze di Napoli: si presentava come una robusta struttura con finestre, probabilmente rimodernata e resa abitabile dai baroni tra Quattrocento e Cinquecento, provvista di due torrioni angolari quadrati.
L'unico tratto merlato rimasto è quello incluso nella ristrutturata biblioteca comunale, tra piazza Galeazzo di Tarsia e l'inizio di via IV Novembre, proprio davanti alla collegiata di Santa Maria Assunta. Nel cortile della biblioteca, si intravede l'imboccatura di una cisterna di acqua piovana. Mentre la cerchia di mura urbica è ben conservata in diversi tratti, e sono intatte addirittura quasi tutte le torri circolari a scarpa che difendevano Belmonte, della cerchia del castello resta solo un trascurabile avanzo sul lato occidentale. Ad ogni modo una salita al culmine della roccia del castello è consigliabile per il panorama sul mare e sul vasto entroterra belmontese (si domina gran parte della valle del fiume Veri), anche perché non è neppure tanto difficoltosa.